# Paul Marie Oudin

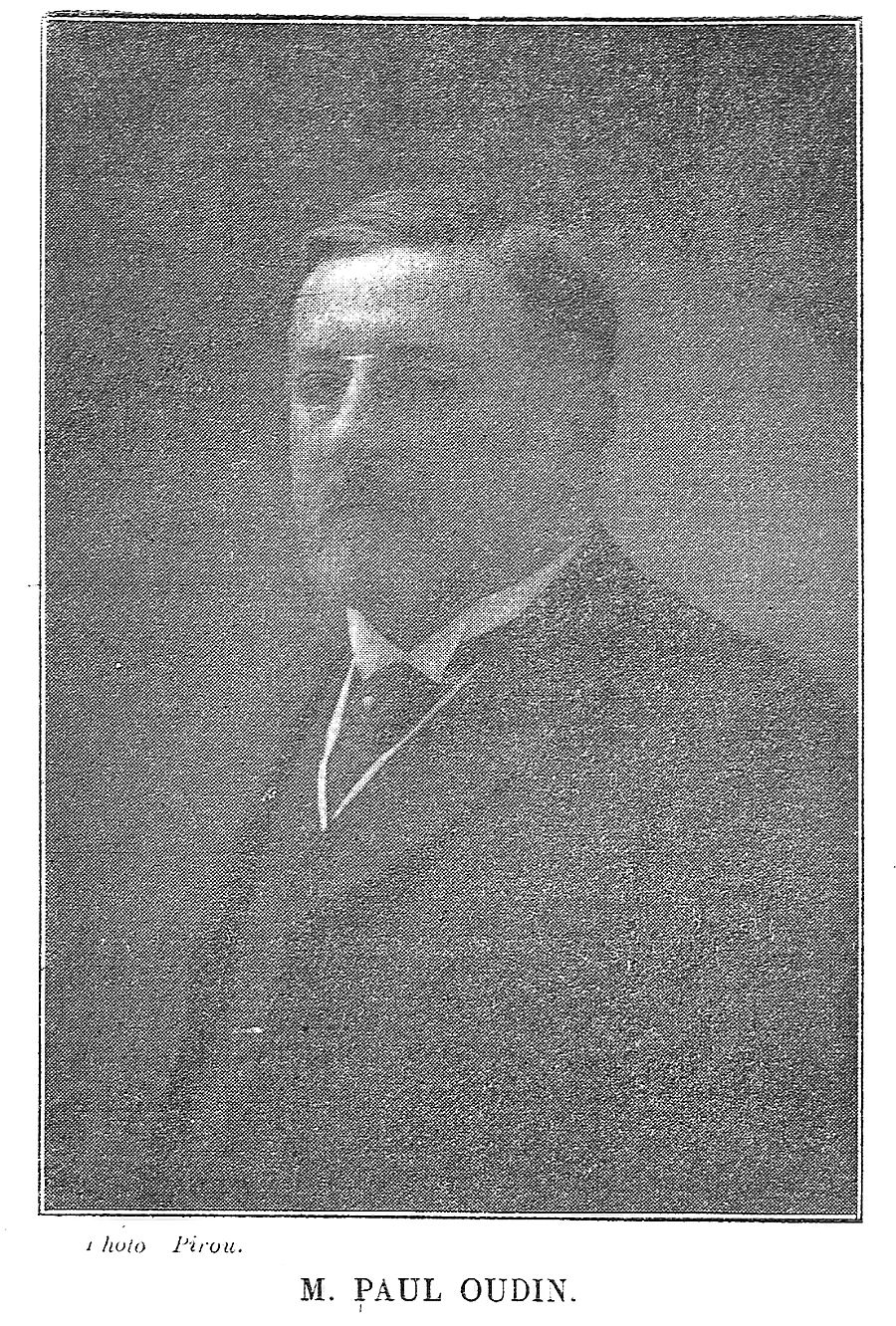
Porträtfoto in schwarzweiß von Paul Marie Oudin (1923)

Paul Marie Oudin (* 1851 in Épinal; † 1923 ebenda) war ein französischer Arzt und Radiologe.
Zusammen mit Jacques Arsène d’Arsonval entwickelte Paul Oudin um 1899 für Heilzwecke (Elektrotherapie) die Oudinspule, eine Variante der Teslaspule. Im Jahr 1906 nutzte er mit Fernand Verchère (1854–1940) die Strahlentherapie mit Radium zur Behandlung von Gebärmutterkrebs. Mit Antoine Louis Gustave Béclère arbeitete er bei der Diagnose der Lungentuberkulose zusammen.